# Matthias Asp
Matthias Asp, född 14 maj 1696 i Norrköping, död 8 juli 1763 i Uppsala, var en svensk teolog och orientalist. 
Matthias Asp var son till superintendenten Petrus Jonæ Asp och Elisabeth Steuch. Modern var dotter till ärkebiskop Matthias Steuchius från Bureätten. Efter tre år vid Norrköpings trivialskola blev den tioårige Matthias Asp student vid Lunds universitet 1706. Han fortsatte studierna vid Uppsala universitet 1713, där han disputerade året därpå med De Homero för Olof Celsius den äldre , och pro gradu för sin morbror Johannes Steuchius med De ordine ac praerogativa facultatum mentis. Som seden var begav han sig på utländsk studieresa och vistades åren 1716–1718 i Holland, England, Frankrike och Tyskland. Han var därmed utrikes när han 1716 promoverades till filosofie magister.
I Frankrike studerade han under Étienne Fourmont och Bernard de Montfaucon. Han kom där också i kontakt med den franska klassicismen, vars skönlitterära företrädare han skulle komma att citera i Sverige, och med madame Dacier som förde en omtalad strid mellan les anciens et les modernes vilken Asp också skulle redogöra för. Under hans vistelse i Tyskland uppehöll han sig ett halvår i Altdorf, där han huvudsakligen fortsatte sina talmudiska studier. Här disputerade Asp vid jubelfesten 1717 över Theses Lutheri, och blev docent och filosofie kandidat där.  
Efter hemkomsten till Uppsala blev Asp 1718 docent i både grekiska och hebreiska, liksom i filosofi. År 1722 blev han vice universitetsbibliotekarie vid Uppsala universitetsbibliotek. Tillsammans med en ung greve Gustaf Cronhjelm reste han 1723–1724 åter till Tyskland. År 1729 utnämndes han till Poëseos, 1752 till Eloquentiae professor; han blev 1752 teologie doktor, 1753 prästvigd och 1756 förste teologie professor och domprost. Han var även ledamot av Kungliga vetenskapssocieteten i Uppsala. Rector magnificus var han vårterminen 1741 samt höstterminerna 1748 och 1758. 
Som professor i teologi blev han föga uppskattad, men under åren som professor i poesi och vältalighet var han en föregångsman som förde klassicismens idéer till Sverige, om än han själv fortfarande var påverkad av renässansens ideal.
Han var gift med Margaretha Catharina Waldia (från 1732), en dotter till prosten i Östervåla J. Waldius. Deras dotter Ulrika var gift med professor Johan Floderus och blev stammoder till släkten Floderus, och en annan dotter var gift med Eric Hesselgren.